# Liste der Kulturdenkmäler in Forst (Eifel)
In der Liste der Kulturdenkmäler in Forst (Eifel) sind alle Kulturdenkmäler der rheinland-pfälzischen Ortsgemeinde Forst (Eifel) einschließlich des Ortsteils Molzig aufgeführt. Im Ortsteil Pfaffenhausen sind keine Kulturdenkmäler ausgewiesen. Grundlage ist die Denkmalliste des Landes Rheinland-Pfalz (Stand: 21. September 2023).

## Einzeldenkmäler
| Bezeichnung        | Lage                                       | Baujahr                  | Beschreibung | Bild            |
| ------------------ | ------------------------------------------ | ------------------------ | --- | --------------- |
| Wegekapelle        | Forst, Binniger Straße Lage                | 18. oder 19. Jahrhundert | 18. oder 19. Jahrhundert | BW              |
| Kirchenausstattung | Forst, Binninger Straße, in Nr. 2 Lage     | ab 1480                  | in der katholischen Pfarrkirche St. Kastor: Ausstattung der alten Kirche von 1778–81; Hoch- und Seitenaltaraufsätze; Kanzel; Bildwerke; Orgel; Kreuzigungsgruppe, um 1480; Muttergottes, spätes 17. Jahrhundert; außen: Grabkreuz, Basalt, 1598; Wegekreuz mit Kreuzigungsgruppe, Basalt, 1702 und 1846 (Renovierung) | BW              |
| Fränkischer Hof    | Forst, Hauptstraße 11 Lage                 | 1896                     | Bruchsteinbau, bezeichnet 1896; am Stall zweitverwendeter Stein, bezeichnet 1686; Gesamtanlage | BW              |
| Schulhaus          | Forst, Hauptstraße 12 Lage                 | 1912                     | ehemalige Schule; Krüppelwalmdachbau, teilweise verschiefert, Heimatstil, bezeichnet 1912 | BW              |
| Kirchturm          | Forst, In der Hohl Lage                    |                          | jetzt Friedhofskapelle; romanischer Turm der alten katholischen Pfarrkirche St. Castor, Obergeschoss von 1873; Gesamtanlage mit Friedhof | Fotos hochladen |
| Kriegerdenkmal     | Forst, In der Hohl, auf dem Friedhof Lage  | 1920er Jahre             | Kreuz mit Kriegerdenkmal, 1920er Jahre; Wegekreuz, 1711 | BW              |
| Grabkreuz          | Forst, südlich des Ortes an der K 29 Lage  | 18. Jahrhundert          | 18. Jahrhundert | BW              |
| Wegekreuz          | Forst, westlich des Ortes an der K 28 Lage | 18. oder 19. Jahrhundert | Basalt, 18. oder 19. Jahrhundert | BW              |
| Wegekreuz          | Molzig, Molziger Straße Lage               | 1696                     | Basalt, bezeichnet 1696 | BW              |

## Ehemalige Kulturdenkmäler
| Bezeichnung | Lage                                          | Baujahr | Beschreibung                                      | Bild |
| ----------- | --------------------------------------------- | ------- | ------------------------------------------------- | ---- |
| Tür         | Forst, Pfaffenhausener Straße, an Nr. 25 Lage |         | zweigeteilte Barocktür; aus Denkmalliste gelöscht | BW   |